# Vaterländische Front
Die Vaterländische Front (abgekürzt VF) war die Einheitspartei in Österreich zur Zeit des autoritären Ständestaats. Sie wurde im Mai 1933 von der Bundesregierung unter Führung von Engelbert Dollfuß gegründet. Im Selbstverständnis seiner Protagonisten war der Verband „berufen, der Träger des österreichischen Staatsgedankens zu sein“ und sollte „die politische Zusammenfassung aller Staatsangehörigen, die auf dem Boden eines selbständigen, christlichen, deutschen, berufsständisch gegliederten Bundesstaates Österreich stehen“ bilden. Nach der Ausschaltung von Demokratie, Parlament und Opposition fungierte die Organisation nach faschistischem Vorbild als Einheitspartei mit Monopolstatus.

## Geschichte

### Vorgeschichte ab 1918
1918, nach dem Ende des Ersten Weltkrieges und dem Zusammenbruch der Habsburgermonarchie standen sich in der jungen Republik vorerst drei große politische Lager gegenüber: die Sozialdemokraten (SDAP), die Christlichsozialen (CS) und die Deutschnationalen (Großdeutsche Vereinigung, ab 1920: Großdeutsche Volkspartei, GDVP, dazu der Landbund und kleine nationalsozialistische Parteien). Von 1918 bis 1920 stellten die Sozialdemokraten den Regierungschef, danach regierten die Christlichsozialen in Koalition mit den Deutschnationalen.
Am 10. Mai 1932 wurde Engelbert Dollfuß (CS) Bundeskanzler in einer Regierung, die sich auf eine Mehrheit von nur einem Mandat stützte. Die wirtschaftliche Lage des Staates war prekär (Weltwirtschaftskrise), etwa eine halbe Million Österreicher war arbeitslos. Die größte Bank des Staates musste gerettet werden, wofür die Regierung eine Völkerbundanleihe aufnehmen musste. Dagegen lief nicht nur die Opposition Sturm, sondern auch einzelne Abgeordnete des Koalitionspartners Heimatblock. Es wurde zunehmend schwieriger, im Parlament Mehrheiten für dringend notwendige wirtschaftspolitische Maßnahmen zu finden. Im Herbst 1932 setzte Dollfuß daher erstmals das noch aus Zeiten der Monarchie stammende kriegswirtschaftliche Ermächtigungsgesetz (KWEG) ein, um unter Umgehung des Parlaments eine Verordnung zur Bankensanierung zu erlassen.
Als am 4. März 1933 infolge einer Geschäftsordnungskrise der Nationalrat beschlussunfähig auseinandergegangen war, nutzten dies Vertreter der regierenden Christlichsozialen, um von der „Selbstausschaltung des Parlaments“ zu sprechen. Eine erneute Versammlung der Abgeordneten, bei der die Parlamentskrise einvernehmlich hätte beigelegt werden können, wurde polizeilich verhindert, ein Versammlungsverbot wurde erlassen. Die Regierung regierte nun auf Basis des KWEG autoritär. Über ein eigens eingerichtetes Propagandabüro, den Österreichischen Heimatdienst wurde die Bevölkerung zur Einigkeit und zur Unterstützung des Kurses der Regierung aufgerufen.
Anfang 1933 hatte Adolf Hitler in Deutschland die Macht übernommen, dessen erklärtes Ziel die Vereinigung Österreichs mit dem Deutschen Reich war. Benito Mussolini sowie die Heimwehr, deren politisches Programm sich am Vorbild des italienischen Faschismus orientierte, ermutigten Dollfuß, in einer Sammelbewegung alle patriotischen und staatstreuen Österreicher zu vereinen. Diese „österreichische Front“ sollte den Staat gegen Bedrohungen durch Marxisten und Nationalsozialisten wappnen.

### Gründung 1933
Nachdem ihr Aufbau und ihre Gründung bereits im April 1933 beschlossen worden war, wurde die Vaterländische Front unter der Führung von Dollfuß am 21. Mai 1933 mit einem Appell in der Wiener Zeitung ins Leben gerufen. Die Anmeldungen und Ausgabe der Mitgliedskarten erfolgte über den Heimatdienst. Das Abzeichen war eine rot-weiß-rote Anstecknadel.
In den kommenden Monaten wurde eine intensive Propaganda für die VF betrieben, mit Rundfunkansprachen, einer Wandzeitung und Gruppenveranstaltungen, zusätzlich hielt Dollfuß Reden im ganzen Land. Teilweise traten ganze Verbände korporativ der VF bei (etwa die steirische Landesorganisation der CS, einige christliche Gewerkschaften wie die Soldatengewerkschaft Wehrbund und die Gewerkschaft christlicher Angestellter in öffentlichen Diensten). Da durch die Vielzahl korporativer Beitritte, und weil Menschen Mitglieder in mehreren Organisationen waren, eine doppelte und mehrfache Mitgliederführung befürchtet wurde, wurde es notwendig für den Beitritt von Körperschaften Regelungen auszugeben: Körperschaften bekamen nun als juridische Personen diplomartig gestaltete Mitgliedskarten, ihre Mitglieder wurden zu „Freunden der Bewegung“ erklärt und sie hatten das Recht, Abzeichen zu tragen und Veranstaltungen der VF beizuwohnen. Für eine vollwertige Mitgliedschaft mussten sie aber persönlich beitreten. Ende Juni sprach Minister Carl Vaugoin bereits von einer halben Million Mitglieder, im November sollen es bereits eine Million gewesen sein.
Noch fehlte allerdings ein Organisationsplan oder eine Definition der Organisationsart. Vorläufig definierte man sich nur negativ: Man wollte kein Schirmer oder Ableger, keine Partei oder Gewerkschaft sein. Im ersten Mitteilungsblatt der VF für Wien im August 1933 wurden erstmals Überlegungen zum Aufbau der Organisation gebracht. Die VF sollte zu einem „feinnervigen“ System ausgebaut werden, in dem eine ständige Verbindung zwischen ihren Führern und ihren Mitgliedern herrschen sollte. Als kleinste Organisationseinheit solle ein Sprengelführer etwa zehn Mitglieder bedienen, Gruppenführer je zehn Sprengelführer und so weiter. Diese Richtlinie wurde allerdings nicht vollständig verwirklicht, in der Praxis lehnte man sich mehr den territorialen und verwaltungsmäßigen Gegebenheiten an. In den Bundesländern wurden VF-Geschäftsstellen eingerichtet.
Ende August 1933 wurde zur Erfassung der öffentlich Angestellten im Rahmen der VF die sogenannte Dienststellenorganisation (DO) errichtet. In ihr wurden auch Mitarbeiter von staatlichen oder staatsnahen Betrieben erfasst, sowie solcher Betriebe, die mit lebenswichtigen Interessen des Staates verbunden waren. Die DO war in erster Linie ein Instrument zur Kontrolle der vaterländischen Gesinnung der Beamten und ermöglichte Disziplinierungsmaßnahmen bis hin zur Entlassung für „die Standesehre verletzendes“ Verhalten oder Mitgliedschaft in einer staatsfeindlichen Partei. Als Gegenstück zur DO für die Privatwirtschaft wurde später die Betriebsorganisation (BO) eingerichtet.

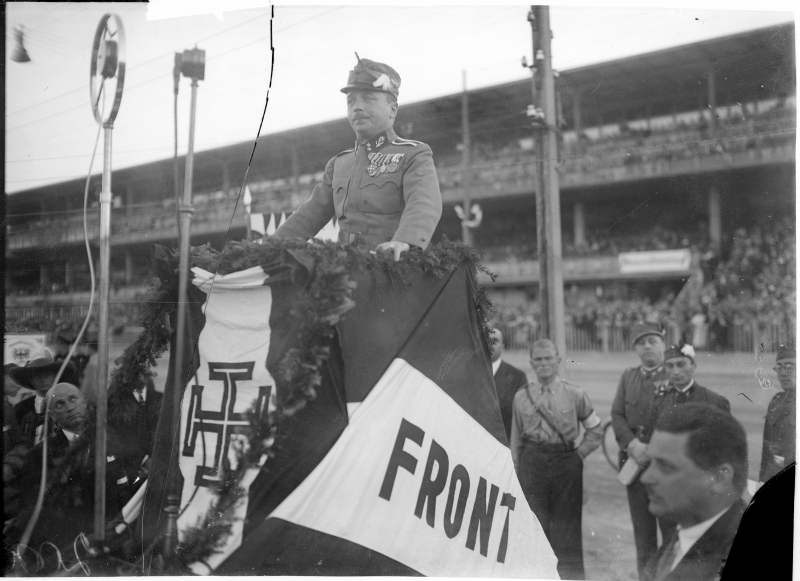
Dollfuß am Wiener Trabrennplatz am 11. September 1933.

Das Ziel Dollfuß’ war, das politische System der parlamentarischen Demokratie durch einen Ständestaat zu ersetzen. Er stand damit in der Tradition von Ignaz Seipel, der schon früher Überlegungen zur Errichtung eines Ständestaats auf Grundlage der christlichen Soziallehre – insbesondere der Enzyklika „Rerum Novarum“ (1891) und der Bulle „Quadragesimo anno“ (1931) – angestellt hatte. In der programmatischen Trabrennplatzrede beim ersten Generalappell der Vaterländischen Front am 11. September 1933 in Wien erklärte Dollfuß:

„Die Zeit der Parteienherrschaft ist vorbei! Wir lehnen Gleichschalterei und Terror ab, wir wollen den sozialen, christlichen, deutschen Staat Österreich auf ständischer Grundlage, unter starker, autoritärer Führung!“

In der gleichen Rede, bei der auch erstmals das Kruckenkreuz als Symbol der Bewegung gezeigt wurde, legte Dollfuß seine Sicht der VF dar:

„So ist die Vaterländische Front heute eine Bewegung und nicht eine Addition von zwei oder drei Parteien, sondern eine innen unabhängige große vaterländische Bewegung, die alle, die sich zu Österreich als ihrem deutschen Vaterlande bekennen, in sich schließen will, eine Bewegung, die jedem, der das Abzeichen der Vaterländischen Front trägt, dazu verpflichtet, das Einigende zu betonen, das Trennende beiseitezuschieben und keiner Bewegung anzugehören, die den Klassenkampf oder Kulturkampf zum Ziele hat.“

Bis Herbst 1933 waren die Landesleiter der VF bestellt, denen die Einrichtung der Orts- und Bezirksstellen oblag. Mangels genauer Direktiven konnten die Landesleiter ihre Landesorganisationen nach eigenem Gutdünken aufbauen. Die Bundesleitung übersiedelte im Oktober vom Büro des Heimatdienstes in die neue Zentrale Am Hof 4.
Auf Beschäftigte im öffentlichen und halböffentlichen Bereich wurde Druck ausgeübt, der Bewegung beizutreten. Der Präsident der Verwaltungskommission der Bundesbahnen Carl Vaugoin kündigte im November an, Bedienstete, die sich nicht der VF anschlossen, durch vaterländisch gesinnte zu ersetzen. Durch einen Erlass des Bundesministeriums für Unterricht vom 8. Jänner 1934 wurde von allen Lehrern der Beitritt zur VF gefordert.

### Das Jahr 1934
Bereits am 31. März 1933 war der Republikanische Schutzbund, die paramilitärische Organisation der Sozialdemokratischen Arbeiterpartei, verboten worden, er bestand allerdings illegal weiter. Als am Morgen des 12. Februar 1934 die Polizei ein Linzer Parteiheim der Sozialdemokraten auf Waffen durchsuchen wollten, leisteten Schutzbundangehörige bewaffneten Widerstand, es kam zu den als Bürgerkrieg bzw. Februaraufstand bezeichneten Ereignissen. Im ganzen Land kam es zu Gefechten zwischen Schutzbündlern auf der einen, Polizei, Heimwehr und Bundesheer auf der anderen Seite. Nach drei Tagen hatten die Regierungskräfte die Kämpfe gewonnen, denen etwa 350–360 Menschen zum Opfer gefallen waren. Als Konsequenz wurde die Sozialdemokratische Partei mitsamt all ihren Teilorganisationen und ihr nahestehenden Vereinen und Gewerkschaften aufgelöst und jede Tätigkeit im Sinne der Sozialdemokratie für illegal erklärt. Alle gewählten Abgeordneten, Mandatare und Amtsträger der SDAP wurden abgesetzt, darunter etwa der Wiener Bürgermeister Karl Seitz, und durch christlichsoziale Politiker bzw. Vertreter der Vaterländischen Front ersetzt.
Als Geste gegenüber der Arbeiterschaft beauftragte Dollfuß Ernst Karl Winter damit, die Arbeiter für die VF zu gewinnen, um eine „gemeinsame katholische sozialistische Massenfront gegen die Nazigefahr“ aufzubauen. Winter gründete dafür die Aktion Winter und wurde mit der Autorität des Vizebürgermeisteramts von Wien ausgestattet. Winter stellte seine Wiener Politischen Blätter in den Dienst der Sache, gab den Arbeiter-Sonntag heraus und veranstaltete Diskussionsabende. Seine Bestrebungen wurden aber von der Heimwehr ungern gesehen und die Arbeiterschaft begegnete ihnen mit Misstrauen.
Wenige Wochen nach dem Bürgerkrieg trat die ständestaatliche Maiverfassung in Kraft. Zugleich wurde das Bundesgesetz vom 1. Mai 1934 BGBl. II Nr. 4/1934, betreffend die „Vaterländische Front“ erlassen, das die Vaterländische Front gesetzlich verankerte. Demgemäß regierte Dollfuß als Bundeskanzler sowie als „Bundesführer“ der Vaterländischen Front nun mit diktatorischen Vollmachten. Paragraph 8 des Bundesgesetzes legte etwa fest: „Die Behörden des Bundes, der Länder und der Gemeinden sind verpflichtet, Anträge, Gesuche, Anzeigen, Beschwerden und sonstige Mitteilungen, die von dem Bundesführer […] gefertigt sind, im Rahmen der geltenden Gesetze und Vorschriften ohne unnötigen Aufschub in Verhandlung zu nehmen.“
Die Parteien, die noch legal existierten, waren zwar nicht verboten, sie spielten aufgrund der neuen Verfassung jedoch keine Rolle mehr, teilweise lösten sie sich nun auf.
Etwa um die gleiche Zeit wurde das Bundesorganisationsstatut der VF veröffentlicht. Darin wurde die Gliederung der VF in eine Zivil- und eine Wehrfront vorgenommen:
- Der Zivilfront sollten neben den Gebietsorganisationen berufsständische Organisationen angehören: Die DO, die Unterabteilungen Handel, Gewerbe und Industrie der BO, zusätzlich eine Organisation für die vaterländische Bauernschaft und eine für die freien Berufe. Auf diese Art sollte die VF Trägerin der politischen Willensbildung werden.
- Der Wehrfront als Zusammenfassung der vaterländischen Wehrverbände gehörten die am 14. April 1934 der VF assoziativ beigetretenen Heimwehr, die Ostmärkischen Sturmscharen, der Freiheitsbund, die Christlich-deutsche Turnerschaft und die Burgenländischen Landesschützen an.

Im Statut wurde auch das Führerprinzip festgelegt: Der Führer hatte absolute Befehlsgewalt in der VF und die Mitglieder waren zu unbedingtem Gehorsam verpflichtet. Jeder VF-Funktionär hatte dies bei Amtsantritt seinem Vorgesetzten gegenüber zu geloben.
Am 25. Juli 1934 kam es zu einem nationalsozialistischen Putschversuch, im Zuge dessen der Führer der Vaterländischen Front, Bundeskanzler Dollfuß, ermordet wurde. Am 31. Juli wurde in den Zeitungen verlautbart, dass Vizekanzler Ernst Rüdiger Starhemberg als vormaliger Stellvertreter Dollfuß’ die Führung der Vaterländischen Front übernommen hat. In der VF wurde eine dreimonatige Trauerzeit angeordnet. Dollfuß wurde zum „geistigen Führer“ erklärt, dessen Werk weiterleben sollte (die „Dollfuß-Straße“). Er wurde als Märtyrer und Heldenkanzler verklärt, im Dollfußlied wurde gesungen: „Ein Toter führt uns an.“ Zu einer Trauerkundgebung auf dem Heldenplatz am 8. August 1934 sollen 150.000 VF-Mitglieder gekommen sein.

### Das Jahr 1935
Im Frühjahr 1935 wurde eine Vereinheitlichung der Wehrverbände angekündigt, ebenso wie die Einführung einer Wehrpflicht. Die Frage der Vereinheitlichung der Wehrverbände zog sich aufgrund großer Widerstände in der Heimwehr bis in das nächste Jahr und war schließlich ausschlaggebend für die Ablöse Starhembergs als Frontführer. Das Bundesheer wurde am 24. Mai 1935 in die VF eingereiht. Es wurde argumentiert, dass Soldaten durch ihren Eid verpflichtet seien, Österreich mit allen Kräften zu dienen und zu verteidigen, und daher ohnehin stets eine gesinnungsmäßige Verbindung zwischen Heer und VF bestanden hätte. In das Bundesheer konnten nur VF-Mitglieder aufgenommen werden, in Uniform entfiel die Pflicht, das VF-Abzeichen zu tragen. Der Militärattaché in Berlin, Alfred Jansa wurde zurückberufen und zum Leiter der Sektion III im Verteidigungsministerium ernannt, sowie – öffentlich nicht verkündet – zum Chef des Generalstabs.
Am 17. Oktober kam es zu einer Regierungsumbildung, die als Zeichen der Einigkeit zwischen Heimwehrführer und Frontführer Starhemberg und Bundeskanzler Kurt Schuschnigg dargestellt wurde. In erster Linie diente sie zur Verdrängung des Innenministers Emil Feys aus dem Kabinett, der stets in Rivalität zu Starhemberg stand und dem Schuschnigg zunehmend misstrauisch gegenüberstand. Gleichzeitig wurde als Zusammenfassung der Wehrverbände die Freiwillige Miliz – Österreichischer Heimatschutz ins Leben gerufen.
Auch die Arbeitsämter wurden in die VF eingegliedert. Im Dezember wurden in Wien eine neue Einwohnerliste erstellt, in deren Rahmen die VF-Mitgliedschaft amtlich verzeichnet wurde, was den Eindruck einer Zwangsorganisation verstärkte. Starhemberg bekannte sich bei einer Kundgebung im Dezember zum Totalitätsanspruch der Bewegung: „Neben der Vaterländischen Front ist niemand berechtigt, Politik zu machen.“
Im Dezember 1935 unterstanden den 9 Landesleitungen 260 Bezirksleitungen und 5300 Ortsgruppenleitungen. Der Mitgliederstand betrug rund zwei Millionen, wobei hier Militärangehörige und die Mitglieder der anerkannten Wehrverbände noch nicht mitgezählt waren. Der Mitgliedsbeitrag war gestaffelt nach finanziellen Möglichkeiten, wobei sich die Mitglieder selbst einstufen durften. 1935 betrug der durchschnittlich monatliche eingelangte Betrag 20 Groschen pro Mitglied. Bei öffentlich Bediensteten wurde der Mitgliedsbeitrag nach einer Verordnung vom Mai 1935 im Abzugsweg eingehoben.

### Das Jahr 1936

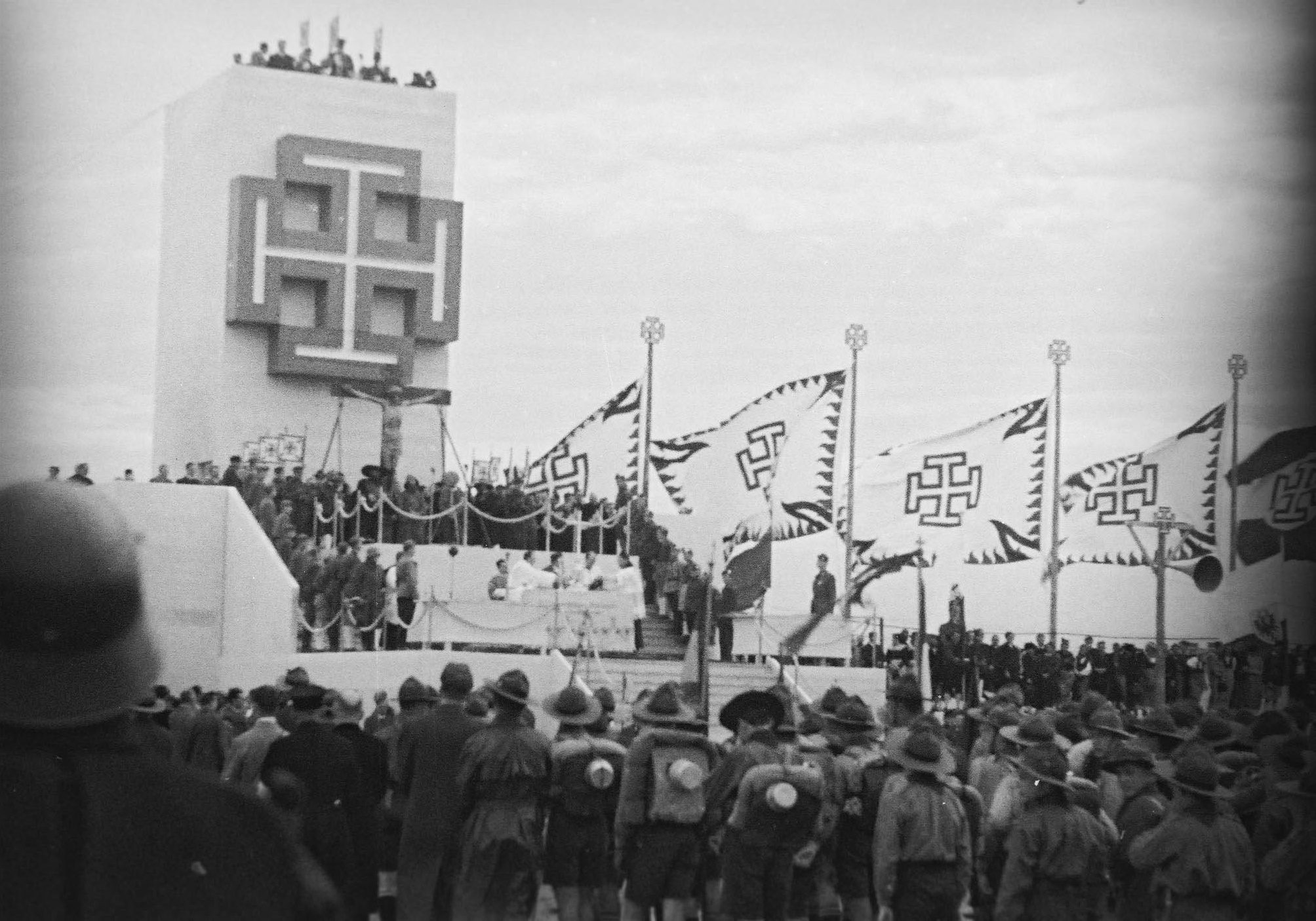
Die Tribüne beim Frontappell der Vaterländischen Front auf dem Exerzierplatz Schmelz in Wien am 18. Oktober 1936

Im Tauziehen um die Vereinheitlichung der Wehrverbände setzte sich Kanzler Schuschnigg durch. Am 15. Mai 1936 löste er Starhemberg als Frontführer ab. Mit dem im Mai 1936 erlassenen Frontgesetz wurde die Personalunion von Kanzler und Führer der VF gesetzlich festgelegt. Die Vaterländische Front wurde zu einer Körperschaft des öffentlichen Rechts und zur einzigen legalen politischen Partei in Österreich erklärt („einziger Träger der politischen Willensbildung im Staate“). Somit war die politische Monopolstellung der VF auch juristisch verankert.
Innerhalb der VF wurde mit dem Frontgesetz die Frontmiliz geschaffen, in der freiwillige Wehrfähige gesammelt wurden. Im Oktober 1936 wurden die Wehrverbände (mit Ausnahme der nichtmilitärischen Schützenvereine) gesetzlich aufgelöst und somit die Frontmiliz einziger bewaffneter Freiwilligenverband.
Im September wurde ein Führerrat geschaffen, der gemeinsam mit dem Frontführer die oberste Führung der VF innehatte. Er bestand aus dem Frontführer-Stellvertreter (Hans Pernter), dem Generalsekretär, den Landesführern und je zwei Vertretern der berufsständischen Hauptgruppen. Praktisch entfaltete er aber keine Wirkung.
Außenpolitisch kam die Regierung zunehmend unter Druck von Seiten des nationalsozialistischen Deutschen Reiches. Zugleich schwand die Unterstützung durch Benito Mussolini, den faschistischen Diktator Italiens, da dieser sich immer mehr Adolf Hitler annäherte.

### Toleranz und Sieg der Nationalsozialisten

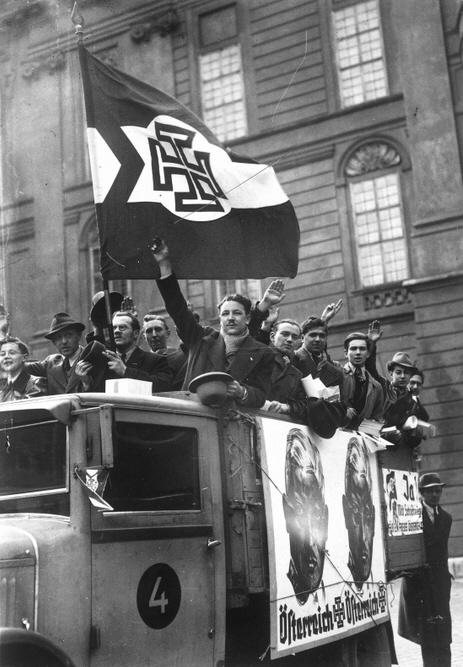
VF-Anhänger werben für die Volksbefragung im März 1938.

Am 11. Juli 1936 schloss Schuschnigg mit der deutschen Regierung das so genannte Juliabkommen. Damit wurden inhaftierte Nationalsozialisten amnestiert (die NSDAP blieb verboten), und in weiterer Folge Vertrauensleute der Nationalsozialisten in die Regierung aufgenommen, darunter Arthur Seyß-Inquart als Mitglied des Staatsrates. Im Gegenzug hob das Deutsche Reich die im Mai 1933 verhängte „Tausend-Mark-Sperre“ auf.
Anfang 1937 kam es mit der Billigung Schuschniggs zur Gründung des sogenannten Siebenerkomitees, dessen Aufgabe die Befriedung der „nationalen Kräfte“ und ihre Heranziehung zur Mitarbeit in der VF sein sollte. Tatsächlich arbeitete das Komitee im Sinne der NSDAP. Aufgrund der Weigerung des VF-Generalsekretärs Guido Zernatto, der das Komitee nicht anerkannte, kam es zu keiner Zusammenarbeit mit der VF.
Im Juni 1937 wurde die Bildung eines „Volkspolitischen Referats“ in der VF verkündet, in dem nun die Nationalsozialisten zu einer positiven Mitarbeit gewonnen werden sollten. Vertrauend auf Hitlers Beteuerung vom Juliabkommen, Österreichs Unabhängigkeit nicht anzutasten, wurden Nationalsozialisten, die sich zu Österreich bekannten, eingeladen, sich in die „gemeinsame Front“ einzuordnen. Zur Leitung des Referats wurde der Schriftsteller und ehemalige Innsbrucker Vizebürgermeister Walter Pembaur bestellt. Der baute Landesorganisationen des Referats auf und bemühte sich darum, möglichst viele Nationalsozialisten vor der von Schuschnigg für den 31. Oktober 1937 angekündigten Mitgliedersperre zum Beitritt zu bewegen.
Bei einem Treffen von Schuschnigg mit Hitler auf dem Obersalzberg wurde am 12. Februar 1938 das Berchtesgadener Abkommen beschlossen. Schuschnigg musste darin der seit 1933 in Österreich verbotenen NSDAP die freie politische Betätigung zusichern.
Trotz der immer stärker werdenden Einflussnahme des Deutschen Reiches auf die österreichische Innen- und Wirtschaftspolitik wollte Schuschnigg Österreich weiterhin als eigenen Staat erhalten. Am 9. März 1938 gab er bekannt, am folgenden Sonntag, dem 13. März 1938, eine Volksbefragung über die Unabhängigkeit Österreichs abhalten zu wollen. Die deutsche Regierung forderte die Verschiebung bzw. Absage der Volksbefragung. Am Nachmittag des 11. März willigte Schuschnigg ein. Nun forderte Hitler auch seinen Rücktritt, der noch am selben Abend erfolgte.
Mit der Übernahme der Regierungsgeschäfte durch Seyß-Inquart am 11. März 1938 endete der Ständestaat, und die Herrschaft der Vaterländischen Front wurde mit dem „Anschluss“ an das Deutsche Reich durch die Herrschaft der Nationalsozialisten in Österreich abgelöst. Die Funktionäre der VF wurden, sofern sie nicht flüchten konnten, verhaftet und in Konzentrationslager gebracht, das Vermögen der Bewegung wurde von den neuen Machthabern eingezogen.

## Symbole und Abzeichen

Die ursprüngliche Kruckenkreuzflagge der Vaterländischen Front.

Die ab Jahresende 1936 der Staatsflagge gleichgestellte Flagge mit grünem Sparren.

Standarte der Vaterländischen Front.

Symbol der Bewegung war das Kruckenkreuz. Ihre Fahne war rot-weiß-rot, mit einem weißen Kreis im zentralen Fünftel, in dem ein rotes durchbrochenes Kruckenkreuz zu sehen ist. Als Schuschnigg mit der Schaffung der Frontmiliz in der VF den letzten Schritt zur Entmachtung der Heimwehr getan hatte, kündigte er im Mai 1936 an, die grün-weißen Farben der Heimwehr als Anerkennung ihrer Verdienste um den Staat als Element in die Fahne aufzunehmen. Mit einem Bundesgesetz im Dezember 1936 wurde dies gesetzlich beschlossen. Darin wurde auch festgelegt, dass die Kruckenkreuzflagge im Inland der Staatsflagge gleichgehalten und neben dieser geführt werden kann.
Als Abzeichen für Mitglieder und Freunde der Bewegung diente ein 25 Millimeter langer und 2 Millimeter breiter Metallstreifen, der mit einem rot-weiß-roten Bändchen überzogen war bzw. alternativ ein entsprechend emaillierter Metallstreifen (im Volksmund auch Gewissenswurm genannt). Funktionäre der VF trugen ein Kruckenkreuz, das je nach Stellung innerhalb der Bewegung verschieden gestaltet war.
Die runenhaften Heraldik verschiedener VF-Organisationen und die Uniformierung von Verbänden wie dem im Sommer 1937 eingeführten Sturmkorps verweist auf ein nationalsozialistisches Vorbild und deutet auf den konkurrenzfaschistischen Charakter der VF hin.
Der Gruß der Vaterländischen Front war „Österreich!“, später auch „Front Heil!“.
Für Schüler gab es ein Abzeichen in Form eines rot-weiß-roten Wimpels mit der Aufschrift „Seid einig“.

## Programmatik
Die Vaterländische Front besaß nie ein Parteiprogramm. Im Jänner 1936 kündigte Starhemberg zwar die Ausarbeitung eines schriftlichen Programmes an, dieses kam aber nicht zustande. Die Programmatik erschöpfte sich im Grunde in der Abschaffung des Parteienstaates und in der „Idee Österreich“. Ein Grund dafür ist wohl, dass die Bewegung nie als Partei konzipiert war, die im Rahmen einer pluralistischen Demokratie mit anderen Parteien um Wählerstimmen ringen musste. Außerdem hätte eine nähere Festlegung auf konkrete Ziele Auffassungsunterschiede unter den Mitgliedern offensichtlich gemacht und den erwünschten Status als Sammelbewegung aller vaterlandstreuen Staatsangehörigen gefährdet. Aufgrund der fehlenden Zielsetzung entwickelte die Bewegung keine innere Dynamik.

## Organisation

### Frontführer
- Engelbert Dollfuß: von Mai 1933 bis 25. Juli 1934
- Ernst Rüdiger Starhemberg: von 31. Juli 1934[8] bis 15. Mai 1936
- Kurt Schuschnigg: ab 15. Mai 1936

### Bundesleitung
(Als Leiter wurden in der VF Funktionäre bezeichnet, die einer Organisationsstelle vorstanden)
- Geschäftsführer Pankraz Kruckenhauser: von Mai 1933 bis 12. August 1933
- Geschäftsführer Otto Kemptner: von 12. August 1933[17] bis 19. Februar 1934[18]
- Generalsekretär Karl Maria Stepan: von 19. Februar 1934 bis 29. Oktober 1934
- Generalsekretär Walter Adam: von 29. Oktober 1934 bis 15. Mai 1936
- Generalsekretär Guido Zernatto: ab 15. Mai 1936

### Landesleitungen
(Ab Mai 1936 wurden die Landesleiter Landesführer genannt und Schuschnigg versuchte nach Möglichkeit, die jeweiligen Landeshauptmänner gleichzeitig als Landesführer einzusetzen)
- Wien: von Beginn an bis 10. April 1934: Johann Langer; von 10. April 1934[19] bis 30. März 1936: Josef Seifert; von 1. April 1936 bis 15. Mai 1936: Ernst Rüdiger Starhemberg; von 15. Mai 1936 bis März 1938: Richard Schmitz
- Niederösterreich: von 13. Oktober 1933 bis Mai 1937: Engelbert Dworschak; von Mai 1937 bis Juli 1937: Kurt Schuschnigg und als geschäftsführenden Landesführer Fritz Eckert; von Juli 1937 bis 24. Februar 1938: Johann Eichinger; von 24. Februar bis März 1938: Josef Reither[20]
- Oberösterreich: von 13. Oktober 1933 bis zum März 1938: Heinrich Gleißner
- Salzburg: von 25. Oktober 1933[21] bis 24. Februar 1938: Bernhard Aicher; von 24. Februar 1938 bis März 1938: Franz Rehrl
- Tirol: von Oktober 1933 bis 24. Februar 1938: Ernst Fischer; von 24. Februar 1938 bis März 1938: Josef Schumacher[20]
- Vorarlberg: von Oktober 1933 bis März 1938: Eduard Ulmer (zusätzlich wurde am 24. Februar 1938 Landeshauptmann Ernst Winsauer zum Ehrenlandesführer ernannt)[20]
- Kärnten: von Anfang November 1933 bis März 1938: Arnold Sucher
- Steiermark: von Oktober 1933 bis 24. Februar 1938: Alfons Gorbach; ab 24. Februar 1938 übernahm VF-Generalsekretär Guido Zernatto die Geschäfte des VF-Landesführers und betraute Staatsrat Engelbert Dworschak mit deren Leitung.[20]
- Burgenland: vom 4. Oktober 1933 bis März 1938: Hans Sylvester

### Weitere Organisationen, Werke und Referate
- Vaterländisches Fahrkorps und Fliegerkorps: Bereits im August 1933 ins Leben gerufen, dienten sie hauptsächlich für Propagandafahrten.
- Kulturreferat: 1933 geschaffen, sollte es das kulturelle Geschehen überwachen und im Sinne der VF fördern. Es war in sieben Arbeitskreise gegliedert, die verschiedenen Kunstrichtungen zugeordnet waren (Bildende Kunst, Buch und Schrifttum, Film, Musik, Theater und Volkserziehung). 1935 erschien das monatliche Heft Kulturdienst. Das später geschaffene Werk Neues Leben baute auf der Arbeit des Kulturreferates auf.
- Kinderferienwerk (KFW): 1933 gegründet und unter der Leitung von Erwin Auer, sollte es Kindern aus sozial bedürftigen Familien die Möglichkeit einer Erholung verschaffen. Als Nebeneffekt sollten wirtschaftlich notleidende Fremdenverkehrsgebiete unterstützt werden. Während die Organisation von der VF ausging, übernahm der Staat die Kosten für das KFW, abgesehen von einem mehr erzieherisch begründeten symbolischen Beitrag, den die Eltern zu leisten hatten. Eine weitere Aktion des KFW war die Kinderfrühstücksaktion, bei dem Schulkinder in der Pause ein Stück Schwarzbrot und einen Viertelliter Milch erhielten.
- Mutterschutzwerk (MSW): 1934 als Mütter- und Kinderhilfe gegründet und unter der Leitung von Mina Wolfring sollte es den Gedanken der Familie pflegen, Mütter aus armen Bevölkerungsschichten unterstützen und Kurse für Säuglingspflege anbieten. Im Rahmen von Mütterferienaktionen wurden Müttern mit Säuglingen und werdenden Müttern vierzehntägige Erholungsaufenthalte in Neulengbach ermöglicht, während ihre Familien vom Mutterschutzwerk versorgt wurden. Als Organ des MSW erschien ab Mai 1936 monatlich die Zeitschrift Mütterzeitung.[22] Im September 1937 wurde die Geburtenhilfeaktion beschlossen, bei der arme Familien mit vielen Kindern bei der Geburt eines Kindes finanziell unterstützt wurden.
- Frauenreferat: 1935 ins Leben gerufen und unter der Leitung von Fanny Starhemberg, sollte es die politischen Interessen der Frauen wahrnehmen und mit den bestehenden Frauenvereinen und -organisationen in Kontakt treten, um sie zur Mitarbeit in der VF zu gewinnen.
- Soziale Arbeitsgemeinschaft (SAG): Im März 1935 gegründet, nachdem die Aktion Winter für Schuschnigg zu föderalistisch und unabhängig agierte. Sie sollte als Integrationsinstrument die Arbeiterschaft aufnehmen und zur Mitarbeit am gemeinsamen Staat bewegen. Kurzzeitig kam es zu einer Zusammenarbeit der beiden Organisationen, als jedoch die Herausgabe der Zeitschrift der Aktion Winter, Die Aktion, verboten wurde, gab Winter seine Arbeit auf. Die SAG führte unter der Leitung von Staatssekretär Johann Großauer ihre Arbeit fort, sie fiel aber praktisch mit der BO zusammen.
- VF-Werk „Neues Leben“ (NL): 1936 von Zernatto nach dem Vorbild des italienischen Dopolavoro und des deutschen Kraft durch Freude gegründete kulturelle Freizeitorganisation, in der das Kulturreferat aufging. Es stand unter der Landessachwalterschaft von Leo Gabriel. Der erklärte als Aufgabe des NL „die Seele des Volkes zu sanieren“, um durch „geistig neu geformte“ Menschen ein tragendes Fundament der staatlichen Neuordnung zu erhalten. Praktisch bedeutete das Kunstpflege in Untergruppen für verschiedene Kunstrichtungen, Vortragswesen, Reisen, Brauchtumspflege und Ausstellungen. Um möglichst viele Menschen anzusprechen, war für eine Teilnahme die Mitgliedschaft in der VF nicht vorgeschrieben.
- VF-Werk Österreichisches Jungvolk (ÖJV): 1936 als staatliche Jugendorganisation gegründet, war sie Zusammenschluss der Jugendorganisationen der Heimwehr (Jung-Vaterland), der Sturmscharen (Ostmarkjugend) und anderer Organisationen. Ihre Aufgabe war es, die Jugendlichen außerhalb der Schule zu geistig und körperlich tüchtigen Menschen und vaterlandstreuen Staatsbürgern heranzubilden.
- Traditionsreferat: Wie das „Volkspolitische Referat“ im Frühjahr 1937 gegründet, war es offiziell für die Pflege der „durch die Jahrhunderte reichenden altösterreichischen Tradition“ zuständig. Mit seiner Betonung der Werte und Verdienste der Monarchie wurde es ein Sammelbecken für Legitimisten. Mit der Leitung des Referats wurde Hans Karl Zeßner-Spitzenberg betraut.

## Rezeption
Der führende Sozialdemokrat Otto Bauer analysierte die VF im Brünner Exil als „Sammelsurium von jüdischen Bourgeois, die den Antisemitismus Hitlers fürchten, von monarchistischen Aristokraten, klerikalen Kleinbürgern, von Heimwehren, die täglich gegen Dollfuß meutern und an Dollfuß Erpressung verüben, von Ostmärkischen Sturmscharen, die gegen die Heimwehren organisiert werden, von einem großen Troß armer Teufel, dessen eine Hälfte Nazi und dessen andere Hälfte Sozialdemokraten sind, die beide das rotweißrote Bändchen nur tragen, um eine Arbeitsstelle nicht zu verlieren oder um eine Arbeitsstelle zu bekommen. Eine solche Spottgeburt ohne Feuer ist keine ausreichende Stütze einer dauerhaften faschistischen Diktatur“.
Die Vaterländische Front zählte Ende 1937 bei einer Gesamtbevölkerung von 6,5 Millionen knapp drei Millionen Mitglieder, jedoch war – ähnlich Bauers Einschätzung – ein großer Teil der Beitritte aus materiellen bzw. opportunistischen Gründen erfolgt. So schätzte die VF-Bezirksleitung von Bruck an der Mur im August 1937, dass von den 7.600 Mitgliedern im Bezirk nur etwa 1.900 verlässlich vaterländisch gesinnt wären. Vor allem viele junge Menschen traten der VF bei, um ihre Chancen am Arbeitsmarkt zu verbessern, obwohl gerade bei der Jugend die nationalsozialistische Ideologie sehr starken Zulauf fand. Dies zeigte sich auch bei öffentlichen Kundgebungen; so erinnerte sich der spätere Journalist Hans Dichand an eine VF-Demonstration in der nationalsozialistischen Hochburg Graz im Februar 1938: „Bei den Vaterländischen viele österreichische Offiziere darunter, Strammheit von gestern, ein Hauch von Monarchie, wenig Jugend, sterbendes Alt-Österreich.“
Der britische Historiker Richard J. Evans bezeichnet die Vaterländische Front als Fehlschlag „auf ganzer Linie“. Das eigentliche Ziel, das Dollfuß und Schuschnigg mit ihr anstrebten, nämlich eine Massenbasis für ihre Diktatur zu schaffen, erwies sich angesichts der verbreiteten Unzufriedenheit angesichts der desolaten Wirtschaftslage als unerreichbar. Die genuin faschistischen Bewegungen in Europa, die die Vaterländische Front nachahmte, hätten ihre Stärke dem Umstand verdankt, dass sie die verbreitete Unzufriedenheit bündelten und gegen die Regierung richteten: „eine von der Regierung geförderte Imitation konnte niemanden überzeugen“.